# The Motorsports Group
Key Motorsports (anteriormente The Motorsports Group y Circle Sport - The Motorsports Group ) fue un equipo de carreras de autos stock profesional estadounidense que compitió por última vez en la Monster Energy NASCAR Cup Series . El equipo fue fundado por el empresario de Virginia Curtis Key . El equipo opera en Mooresville, Carolina del Norte . El equipo compitió anteriormente en NASCAR Xfinity Series y NASCAR Camping World Truck Series . En 2017, el veterano propietario del equipo Joe Falk se unió a TMG, trayendo su carta y el No. 33 al equipo, lo que le permitió hacer con éxito todas las carreras durante la temporada. En diciembre de 2017, Circle Sport y TMG se separaron.
El 21 de junio de 2018, The Motorsports Group anunció que habían cambiado el nombre de su equipo a Key Motorsports . Poco después, el equipo cerró su tienda a principios de 2019.

## Curtis Key
Curtis Key es un empresario y plomero estadounidense de Chesapeake, Virginia . Key posee un negocio de plomería en Chesapeake, Curtis Key Plumbing. Fundó Key Motorsports en 1993 cuando compró un equipo propiedad de Tommy Ellis. Key Motorsports comenzó a competir en la NASCAR Busch Series entre 1993 y 1998. Entre ese período, el mejor resultado de Key Motorsports fue un quinto lugar en Hickory Speedway en la primera salida de Key como propietario del equipo, con el piloto Tommy Ellis. Después de algunos top ten más, en 1998, Key cerró el equipo luego de una tragedia familiar. Después de una década alejado del deporte, en 2008, Key reconstruyó Key Motorsports, y luego lo renombró como The Motorsports Group en 2012. Entre 2008 y 2014, TMG operó como punto de partida y estacionamiento. 

## Monster Energy NASCAR Cup Series
Ver también: Deportes de motor con llave

### Historia del auto No. 30

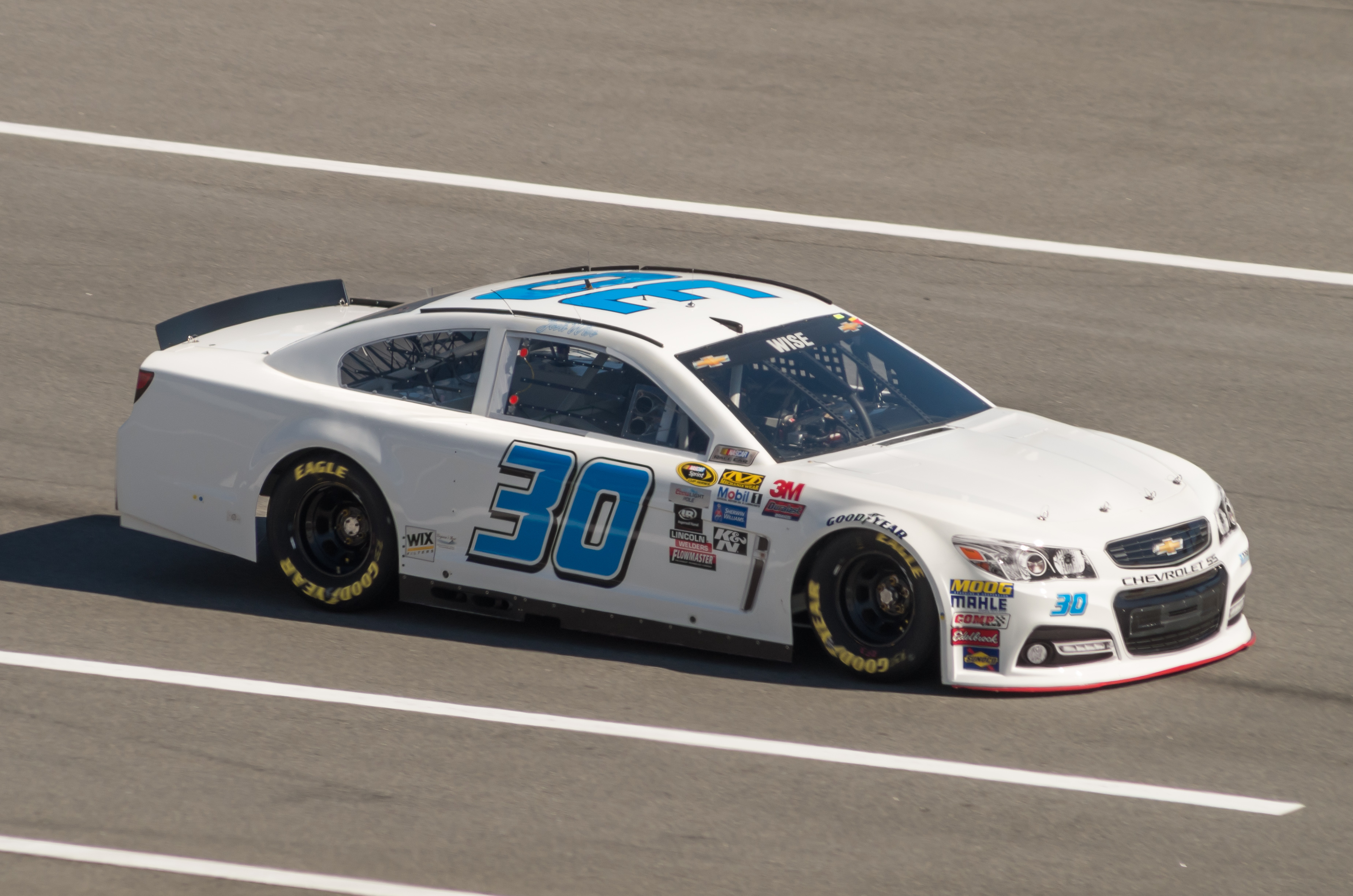
Josh Wise en el No. 30 del Daytona International Speedway en 2016

El 15 de septiembre de 2014, el equipo anunció que comenzaría a presentar una entrada de tiempo completo, el No. 30, en la Serie de la Copa Sprint a partir de 2015.  El 21 de enero de 2015, se anunció que Ron Hornaday Jr. sería el conductor principal del auto No. 30 del equipo para la temporada 2015.< En el primer intento del equipo, Hornaday no pudo clasificar en las 500 Millas de Daytona. La semana siguiente en el Atlanta Motor Speedway , Hornaday llegó a la carrera, pero terminó 42º debido a una marcha rota después de 182 vueltas. El equipo decidió no ejecutar el "West Coast Swing", lo que les permitió estar mejor preparados para Martinsville Speedway. Desafortunadamente, Hornaday destrozó el coche durante la primera ronda de clasificación en Martinsville y no pudo llegar a la carrera. Después de no calificar en el Bristol Motor Speedway , Hornaday se fue y fue reemplazado por Jeff Green en Richmond International Raceway. Green condujo con el mismo número 30 en 2001-2003.  Allí, Green pudo entrar en el campo con velocidad, comenzando 33º y terminando 40º.  Green hizo el Sprint Showdown y terminó 19º en un campo de 29 autos. Pero no logró clasificar el fin de semana siguiente para la Coca-Cola 600 en el Charlotte Motor Speedway y la FedEx 400 en la Dover International Speedway . Más tarde, Green fue liberado por el equipo.
Regresaron a Kentucky con Travis Kvapil como su conductor, pero no pudieron clasificar debido a una lluvia. También regresaron por Bristol, pero nuevamente no lograron clasificar. Entraron en Darlington con Kvapil pero no volvieron a clasificarse. En la carrera de septiembre en Richmond, el equipo contrató a Josh Wise para que manejara el auto, pero Wise solo pudo obtener el puesto 37 en la calificación y por lo tanto se perdió la carrera. Kvapil regresó a Chicagoland, pero otra lluvia volvió a enviar al equipo a casa. Wise estaba programado para regresar a New Hampshire, pero fue colocado en el No. 26 de BK Racing en el último minuto y reemplazado por Kvapil, quien una vez más no pudo clasificar. Kvapil estaba programado para intentar la segunda carrera de Dover, pero debido al huracán Joaquín, el equipo optó por retirarse el día antes de la clasificación. El equipo no hizo ningún intento durante el resto de 2015. Travis Kvapil dejó el equipo después de que el equipo suspendiera temporalmente las operaciones hasta la temporada 2016.
Josh Wise se reincorporó al equipo en 2016. TMG y Wise anunciaron que esperaban correr la temporada completa juntos. Wise no llegó a las 500 Millas de Daytona , pero se recuperó la semana siguiente, clasificando en el puesto 38 de un campo de 39 autos en Atlanta. Wise terminó 39º después de bajar 13 vueltas, pero llegó al final de la carrera sin ningún equipo roto. Debido a que solo 39 autos intentaron las siguientes 3 carreras, el No. 30 estaba garantizado para calificar en Las Vegas, Phoenix y Fontana con Josh Wise. Después de una larga serie de carreras en las que Wise clasificó fácilmente el auto No. 30 TMG en las carreras, incluso en Richmond cuando más de 40 autos aparecieron por primera vez desde Daytona, Wise se perdió su segunda carrera en las GEICO 500 2016 cuando calificó 41º de un campo de 40 autos. Luego, el equipo se clasificó para todas las carreras hasta la Coke Zero 400, cuando Wise no se clasificó después de correr 40 de 41, detrás de los otros equipos no autorizados. Esta segunda racha incluyó a Wise logrando clasificar en Sonoma, cuando se inscribieron 41 autos por primera vez desde Talladega. El equipo se clasificó para las próximas dos carreras, con Wise logrando el mejor resultado de TMG con un puesto 24 en Kentucky en julio; luego se perdió el Brickyard 400 2016 después de registrar la velocidad más lenta de 41 autos en la calificación.
En la semana previa a las Southern 500 de Bojangles de 2016 , Wise y TMG obtuvieron un patrocinio de dos carreras de Incredible Bank, un sistema bancario en línea. El patrocinador se unió a TMG después de que Wise publicara una solicitud de patrocinio en Twitter. El patrocinio les permitió participar en el fin de semana de retroceso durante el fin de semana de carreras de Southern 500, con un esquema de retroceso en honor al auto No. 30 Army 1976 de Dale Earnhardt. Al no haber podido hacer 3 de las carreras de supervelocidad (y no participar en la carrera de otoño de Talladega, debido a que participaron 43 autos), TMG no colocó el No. 30 para las Hellman's 500 de 2016, pero se recuperó en Martinsville Speedway, esta vez con Gray Gaulding como conductor. Gaulding corrió dos carreras más en Phoenix y Homestead, sin clasificar en Homestead. A pesar de los rumores de que Gaulding conduciría el No. 30 para TMG en 2017, los planes cambiaron debido a la fusión de Circle Sport y Gaulding fue elegido por BK Racing.
En enero de 2017, se anunció que TMG se asociaría con el amigo de toda la vida de Key, Joe Falk, y Circle Sport Racing para presentar conjuntamente los Chevrolets 30 y 33 en la Monster Energy NASCAR Cup Series. Esto también significó que CS / TMG se asociaría con Richard Childress Racing, ya que el equipo de Falk es un equipo satélite de RCR. El equipo también formó una alianza con Hendrick Motorsports, quien proporcionaría a CS / TMG un equipo de boxes y un gerente.  Sin embargo, el auto No. 30 no corrió en 2017 como un equipo de medio tiempo a pesar de que la gente esperaba que corriera en algún momento.
Para la temporada 2018, The Motorsports Group planeó dirigir un equipo No. 30, con Eddie Pardue como jefe de equipo, aunque el piloto no estaba decidido. El equipo nunca participó en una sola carrera en 2018, se renombró brevemente de nuevo a Key Motorsports y luego se cerró antes de 2019.

#### Resultados del coche n° 30
| Year | Driver           | N.º | Make  | 1       | 2      | 3      | 4      | 5      | 6       | 7      | 8       | 9      | 10      | 11     | 12      | 13      | 14     | 15     | 16     | 17      | 18      | 19     | 20      | 21     | 22     | 23     | 24      | 25      | 26      | 27      | 28      | 29     | 30     | 31     | 32  | 33     | 34     | 35     | 36      | Owners | Pts |
| ---- | ---------------- | --- | ----- | ------- | ------ | ------ | ------ | ------ | ------- | ------ | ------- | ------ | ------- | ------ | ------- | ------- | ------ | ------ | ------ | ------- | ------- | ------ | ------- | ------ | ------ | ------ | ------- | ------- | ------- | ------- | ------- | ------ | ------ | ------ | --- | ------ | ------ | ------ | ------- | ------ | --- |
| 2015 | Ron Hornaday Jr. | 30  | Chevy | DAY DNQ | ATL 42 | LVS    | PHO    | CAL    | MAR DNQ | TEX    | BRI DNQ |        |         |        |         |         |        |        |        |         |         |        |         |        |        |        |         |         |         |         |         |        |        |        |     |        |        |        |         | 49th   | 6   |
| 2015 | Jeff Green       | 30  | Chevy |         |        |        |        |        |         |        |         | RCH 40 | TAL     | KAN    | CLT DNQ | DOV DNQ | POC    | MCH    | SON    | DAY     |         |        |         |        |        |        |         |         |         |         |         |        |        |        |     |        |        |        |         | 49th   | 6   |
| 2015 | Travis Kvapil    | 30  | Chevy |         |        |        |        |        |         |        |         |        |         |        |         |         |        |        |        |         | KEN DNQ | NHA    | IND     | POC    | GLN    | MCH    | BRI DNQ | DAR DNQ |         | CHI DNQ | NHA DNQ | DOV    | CLT    | KAN    | TAL | MAR    | TEX    | PHO    | HOM     | 49th   | 6   |
| 2015 | Josh Wise        | 30  | Chevy |         |        |        |        |        |         |        |         |        |         |        |         |         |        |        |        |         |         |        |         |        |        |        |         |         | RCH DNQ |         |         |        |        |        |     |        |        |        |         | 49th   | 6   |
| 2016 | Josh Wise        | 30  | Chevy | DAY DNQ | ATL 39 | LVS 35 | PHO 34 | CAL 36 | MAR 38  | TEX 40 | BRI 33  | RCH 39 | TAL DNQ | KAN 36 | DOV 36  | CLT 38  | POC 27 | MCH 30 | SON 38 | DAY DNQ | KEN 24  | NHA 40 | IND DNQ | POC 34 | GLN 26 | BRI 36 | MCH 38  | DAR 29  | RCH 30  | CHI 38  | NHA 39  | DOV 39 | CLT 29 | KAN 39 | TAL |        | TEX 40 |        |         | 40th   | 174 |
| 2016 | Gray Gaulding    | 30  | Chevy |         |        |        |        |        |         |        |         |        |         |        |         |         |        |        |        |         |         |        |         |        |        |        |         |         |         |         |         |        |        |        |     | MAR 39 |        | PHO 37 | HOM DNQ | 40th   | 174 |

### Historia del Auto No. 33
Artículo principal: Circle Sport Racing

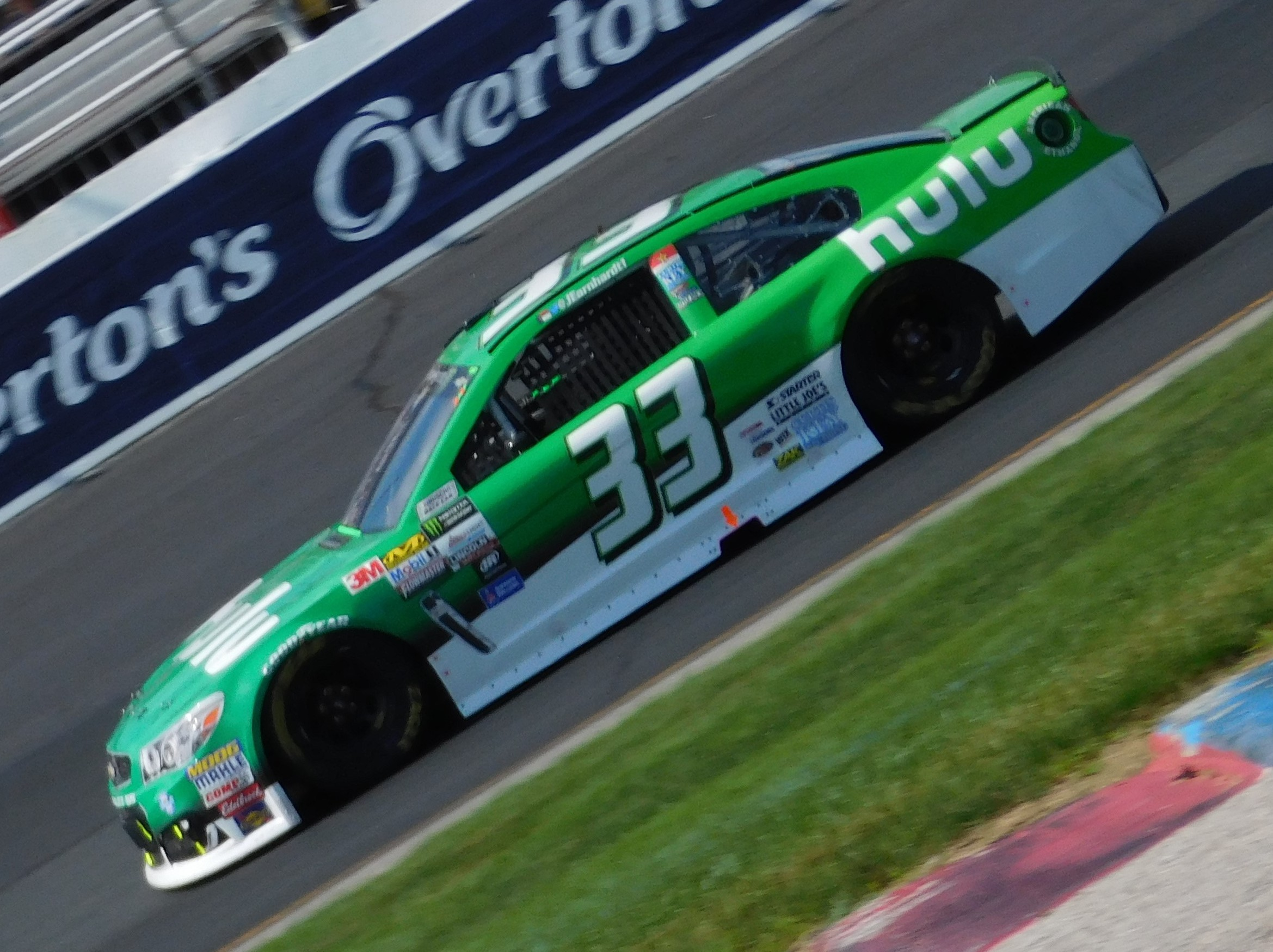
Jeffrey Earnhardt en el No. 33 en New Hampshire Motor Speedway en 2017

El 6 de enero de 2017, se anunció que el veterano propietario del equipo, Joe Falk, se asociaría con Key y presentaría un segundo auto para TMG, trayendo un charter y el No. 33 de Circle Sport Racing . Se anunció que el exjefe de equipo de TMG, Pat Tryson, regresaría al equipo después de ser liberado por TMG en 2015.
El 31 de enero se anunció que Jeffrey Earnhardt sería el conductor del Chevrolet No. 33 para CS / TMG para las 500 Millas de Daytona. Earnhardt trajo al equipo el patrocinador Starter Clothing Line. Terminó 26° después de sufrir un accidente en la vuelta 143.  veterano piloto de autódromos Boris Said fue contratado para ejecutar los dos autódromos del equipo en Sonoma y Watkins Glen, siendo estos sus dos últimos largadas en NASCAR . Antes del Toyota / Save Mart 350 2017 , CS / TMG, nuevamente, liberó a Tryson del equipo y lo reemplazó con el veterano jefe de equipo Frank Stoddard. específicamente, las carreras de Said. Durante el resto de la temporada, Eddie Pardue fue el jefe de equipo del No. 33.
Al final de la temporada, Falk y Circle Sport se separaron de Key y TMG. Con la división, esto significó que Jeffrey Earnhardt estaba fuera de servicio, a pesar de haber firmado una extensión con CSTMG en octubre de 2017.

#### Resultados del coche n° 33
| Year | Driver            | N.º | Make  | 1      | 2      | 3      | 4      | 5      | 6      | 7      | 8      | 9      | 10     | 11     | 12     | 13     | 14     | 15     | 16     | 17     | 18     | 19     | 20     | 21     | 22     | 23     | 24     | 25     | 26     | 27     | 28     | 29     | 30     | 31     | 32     | 33     | 34     | 35     | 36     | Owners | Pts |
| ---- | ----------------- | --- | ----- | ------ | ------ | ------ | ------ | ------ | ------ | ------ | ------ | ------ | ------ | ------ | ------ | ------ | ------ | ------ | ------ | ------ | ------ | ------ | ------ | ------ | ------ | ------ | ------ | ------ | ------ | ------ | ------ | ------ | ------ | ------ | ------ | ------ | ------ | ------ | ------ | ------ | --- |
| 2017 | Jeffrey Earnhardt | 33  | Chevy | DAY 26 | ATL 33 | LVS 32 | PHO 39 | CAL 39 | MAR 36 | TEX 40 | BRI 27 | RCH 35 | TAL 28 | KAN 33 | CLT 40 | DOV 27 | POC 34 | MCH 35 |        | DAY 37 | KEN 29 | NHA 33 | IND 26 | POC 36 |        | MCH 35 | BRI 40 | DAR 30 | RCH 34 | CHI 34 | NHA 38 | DOV 37 | CLT 30 | TAL 38 | KAN 26 | MAR 38 | TEX 33 | PHO 29 | HOM 32 | 37th   | 160 |
| 2017 | Boris Said        | 33  | Chevy |        |        |        |        |        |        |        |        |        |        |        |        |        |        |        | SON 29 |        |        |        |        |        | GLN 30 |        |        |        |        |        |        |        |        |        |        |        |        |        |        | 37th   | 160 |

## NASCAR Xfinity Series

### 1993-1998
Key Motorsports se formó después de que fue comprado a Tommy Ellis en 1993 y debutó en las Miller 500 como el Chevrolet No. 05 Moen Faucets con Roger Sawyer al volante. Se clasificó 14º y finalizó 22º. Bobby Hamilton condujo tres carreras más tarde en Dover International Speedway , donde terminó 29º después de sufrir problemas de manejo. Corrió dos carreras adicionales para Key más adelante en la temporada, terminando 17º y 32º, respectivamente. Ellis condujo para Key en su última carrera del año en Hickory Motor Speedway y terminó quinto. Randy MacDonald condujo durante dos carreras consecutivas para Key al comienzo de la temporada siguiente, y su mejor resultado fue 21º. Tommy Ellis volvió a ejecutar un horario de medio tiempo para Key. En nueve largadas, tuvo dos resultados entre los diez primeros, pero no pudo terminar los otros siete. Tom Peck terminó la temporada para Key, no pudiendo terminar ambas carreras debido a una falla en el motor.
Key Motorsports hizo su primera carrera de 1995 en Hardee's 250 con Steve Boley . No corrieron hasta la carrera de otoño de Richmond con Chuck Bown al volante. Después de terminar 38 ° debido a una falla del motor, Bown terminó noveno en la siguiente carrera en Charlotte antes de sufrir otra falla de motor en el North Carolina Speedway. Bown regresó a Key en 1996 en Richmond, donde terminó en el puesto 31. Más adelante en la temporada, Jeff Burton condujo para Key en Charlotte, terminando 42º con el patrocinio de Exide Batteries. En 1997, Jimmy Foster, de 19 años fue contratado para conducir el auto No. 11 Outdoor Channel / Speedvision, corriendo diez carreras con un mejor resultado 16 en New Hampshire . Fue liberado y reemplazado por un par de carreras por Larry Pearson . Después de la temporada, la falta de fondos junto con una tragedia familiar obligó a Key a cerrar su equipo.
Key Motorsports reabrió sus puertas en 2008.

#### Resultados del auto n° 11
| Year | Driver          | N.º | Make  | 1       | 2       | 3      | 4      | 5      | 6      | 7      | 8      | 9     | 10     | 11     | 12     | 13     | 14     | 15  | 16  | 17     | 18  | 19     | 20  | 21     | 22      | 23  | 24     | 25      | 26      | 27     | 28     | 29  | 30  | 31  | Owners | Pts |
| ---- | --------------- | --- | ----- | ------- | ------- | ------ | ------ | ------ | ------ | ------ | ------ | ----- | ------ | ------ | ------ | ------ | ------ | --- | --- | ------ | --- | ------ | --- | ------ | ------- | --- | ------ | ------- | ------- | ------ | ------ | --- | --- | --- | ------ | --- |
| 1993 | Roger Sawyer    | 05  | Chevy | DAY     | CAR     | RCH    | DAR    | BRI    | HCY    | ROU    | MAR 14 | NZH   | CLT    |        |        |        |        |     |     |        |     |        |     |        |         |     |        |         |         |        |        |     |     |     |        |     |
| 1993 | Bobby Hamilton  | 05  | Chevy |         |         |        |        |        |        |        |        |       |        | DOV 29 | MYB    | GLN    | MLW    | TAL | IRP | MCH    | NHA | BRI    | DAR | RCH 21 | DOV 32  | ROU | CLT    |         |         |        |        |     |     |     |        |     |
| 1993 | Tommy Ellis     | 05  | Chevy |         |         |        |        |        |        |        |        |       |        |        |        |        |        |     |     |        |     |        |     |        |         |     |        | MAR DNQ | CAR DNQ | HCY 5  | ATL    |     |     |     |        |     |
| 1994 | Randy MacDonald | 05  | Chevy | DAY     | CAR     | RCH 21 | ATL 37 |        |        |        |        |       |        |        |        |        |        |     |     |        |     |        |     |        |         |     |        |         |         |        |        |     |     |     |        |     |
| 1994 | Tommy Ellis     | 05  | Chevy |         |         |        |        | MAR 10 | DAR    | HCY 30 | BRI    | ROU 6 | NHA    | NZH    | CLT 16 | DOV 41 | MYB 34 | GLN | MLW | SBO 28 | TAL | HCY    | IRP | MCH    | BRI     | DAR | RCH 38 | DOV 37  | CLT     |        |        |     |     |     |        |     |
| 1994 | Tom Peck        | 05  | Chevy |         |         |        |        |        |        |        |        |       |        |        |        |        |        |     |     |        |     |        |     |        |         |     |        |         |         | MAR 34 | CAR 33 |     |     |     |        |     |
| 1995 | Steve Boley     | 05  | Ford  | DAY     | CAR     | RCH 25 | ATL    | NSV    | DAR    | BRI    | HCY    | NHA   | NZH    | CLT    | DOV    | MYB    | GLN    | MLW | TAL | SBO    | IRP | MCH    | BRI | DAR    |         |     |        |         |         |        |        |     |     |     |        |     |
| 1995 | Chuck Bown      | 05  | Ford  |         |         |        |        |        |        |        |        |       |        |        |        |        |        |     |     |        |     |        |     |        | RCH 38  | DOV | CLT 9  | CAR 30  | HOM     |        |        |     |     |     |        |     |
| 1996 | Chuck Bown      | 05  | Ford  | DAY     | CAR     | RCH 31 | ATL    | NSV    | DAR    | BRI    | HCY    | NZH   |        |        |        |        |        |     |     |        |     |        |     |        |         |     |        |         |         |        |        |     |     |     |        |     |
| 1996 | Jeff Burton     | 05  | Ford  |         |         |        |        |        |        |        |        |       | CLT 42 | DOV    | SBO    | MYB    | GLN    | MLW | NHA | TAL    | IRP | MCH    | BRI | DAR    | RCH     | DOV | CLT    | CAR     | HOM     |        |        |     |     |     |        |     |
| 1997 | Jimmy Foster    | 11  | Ford  | DAY DNQ | CAR 35  | RCH 41 | ATL 30 | LVS 40 | DAR 31 | HCY    | TEX 41 | BRI   | NSV 22 | TAL 40 | NHA 16 | NZH    | CLT 42 | DOV | SBO | GLN    | MLW |        |     |        |         |     |        |         |         |        |        |     |     |     |        |     |
| 1997 | Larry Pearson   | 11  | Ford  |         |         |        |        |        |        |        |        |       |        |        |        |        |        |     |     |        |     | MYB 25 | GTY | IRP 31 | MCH DNQ | BRI | DAR    | RCH     | DOV     | CLT    | CAL    | CAR | HOM |     |        |     |
| 1998 | Kevin Cywinski  | 11  | Ford  | DAY     | CAR DNQ | LVS    | NSV    | DAR    | BRI    | TEX    | HCY    | TAL   | NHA    | NZH    | CLT    | DOV    | RCH 25 | PPR | GLN | MLW    | MYB | CAL    | SBO | IRP    | MCH     | BRI | DAR    | RCH     | DOV     | CLT    | GTY    | CAR | ATL | HOM |        |     |

### Historia del auto No. 31
Key Motorsports regresó a la serie Nationwide en 2008. Jeff Green tomó el volante del Chevy No. 31 durante tres carreras con un mejor resultado 28º.

#### Resultados del coche nº 31
| Year | Driver     | N.º | Make  | 1   | 2   | 3   | 4   | 5   | 6   | 7   | 8   | 9   | 10  | 11    | 12  | 13  | 14  | 15  | 16  | 17  | 18  | 19  | 20  | 21  | 22  | 23  | 24  | 25  | 26    | 27  | 28  | 29  | 30  | 31    | 32  | 33  | 34  | 35  | Owners | Pts |
| ---- | ---------- | --- | ----- | --- | --- | --- | --- | --- | --- | --- | --- | --- | --- | ----- | --- | --- | --- | --- | --- | --- | --- | --- | --- | --- | --- | --- | --- | --- | ----- | --- | --- | --- | --- | ----- | --- | --- | --- | --- | ------ | --- |
| 2008 | Jeff Green | 31  | Chevy | DAY | CAL | LVS | ATL | BRI | NSH | TEX | PHO | MXC | TAL | RCH38 | DAR | CLT | DOV | NSH | KEN | MLW | NHA | DAY | CHI | GTY | IRP | CGV | GLN | MCH | BRI28 | CAL | RCH | DOV | KAN | CLT35 | MEM | TEX | PHO | HOM | 64th   | 186 |

### Historia del auto No. 40

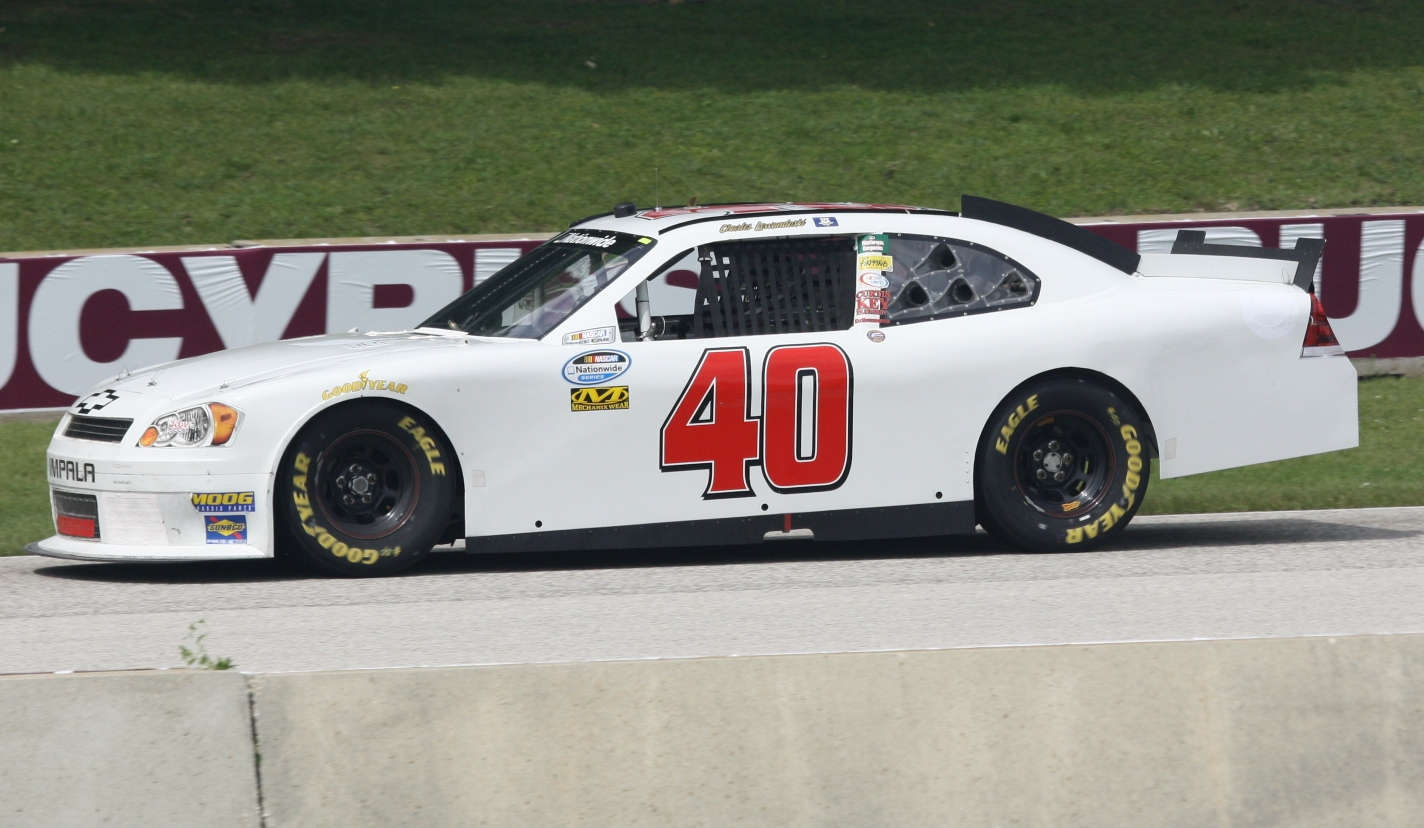
Lewandoski compitiendo con el No. 40 en 2011

En 2009, el equipo cambió el número al número 40 y contrató a Scott Wimmer como piloto principal. Wimmer corrió 24 carreras para el equipo con un mejor resultado del séptimo lugar en Memphis. Durante las carreras que Wimmer pasó con JR Motorsports , Green, Aric Almirola , Jeffrey Earnhardt y Bliss condujeron el coche.
Para 2010, Bliss firmó como el conductor del auto para la temporada 2010 de la Serie NASCAR Nationwide . Bliss corrió 31 carreras con un mejor resultado de octavo en Bristol. Jeff Green condujo cuatro carreras para el equipo cuando Bliss condujo para Kevin Harvick Incorporated con un mejor resultado de 20º en Kentucky.
En 2011, Scott Wimmer comenzó con la intención de correr a tiempo completo para el equipo No. 40. Después de 11 carreras y el mejor resultado fue el 12º, Wimmer se fue desde que el equipo comenzó a arrancar y estacionarse. El candidato al novato del año Charles Lewandoski comenzó a conducir el No. 40 después de que Wimmer se fuera. Lewandoski tuvo el mejor resultado siendo 24 ° con el equipo mientras los mantenía entre los 30 primeros en puntos de propietarios para permanecer bloqueados.
Para 2012, Josh Wise condujo el auto durante las dos primeras carreras antes de cambiar al No. 42, para asegurarse de que Erik Darnell corriera una temporada completa.
En 2013, Reed Sorenson estaba programado para correr el calendario completo, pero sustituyó al lesionado Michael Annett en el Richard Petty Motorsports No. 43 hasta su regreso. Josh Wise corrió con el auto durante 5 carreras. Sorenson partió al final de la temporada y se mudó a Tommy Baldwin Racing en la Copa Sprint.
En 2014, Wise regresó al No. 40, pero se fue a mitad de temporada para concentrarse en sus obligaciones de la Copa Sprint con Phil Parsons Racing . Matt DiBenedetto, anteriormente piloto del No. 46 de largada y estacionamiento, pasó al No. 40 en este momento, corriendo carreras completas. DiBenedetto se fue a BK Racing al final de la temporada, y el No. 40 se vendió a MBM Motorsports debido a la formación del propio equipo de la Copa de TMG.

#### Resultados del auto n° 40
| Year | Driver             | N.º | Make  | 1     | 2      | 3     | 4     | 5      | 6     | 7     | 8      | 9     | 10    | 11    | 12    | 13     | 14    | 15    | 16    | 17    | 18    | 19    | 20    | 21    | 22    | 23    | 24    | 25    | 26    | 27    | 28    | 29    | 30    | 31    | 32    | 33    | 34    | 35    | Owners | Pts   |
| ---- | ------------------ | --- | ----- | ----- | ------ | ----- | ----- | ------ | ----- | ----- | ------ | ----- | ----- | ----- | ----- | ------ | ----- | ----- | ----- | ----- | ----- | ----- | ----- | ----- | ----- | ----- | ----- | ----- | ----- | ----- | ----- | ----- | ----- | ----- | ----- | ----- | ----- | ----- | ------ | ----- |
| 2009 | Scott Wimmer       | 40  | Chevy | DAY32 | CALDNQ | LVS11 | BRI22 | TEXDNQ | NSH28 | PHO19 | TALDNQ | RCH16 |       | CLT28 | DOV18 | NSH33  | KEN16 |       | NHA17 | DAY21 | CHI15 | GTY15 |       |       |       | MCH35 | BRI21 |       | ATL18 |       | DOV14 |       | CAL21 | CLT25 | MEM7  | TEX14 | PHO15 | HOM19 | 21st   | 3,350 |
| 2009 | Jeff Green         | 40  | Chevy |       |        |       |       |        |       |       |        |       | DAR23 |       |       |        |       |       |       |       |       |       |       |       |       |       |       |       |       |       |       |       |       |       |       |       |       |       | 21st   | 3,350 |
| 2009 | Aric Almirola      | 40  | Chevy |       |        |       |       |        |       |       |        |       |       |       |       |        |       | MLW11 |       |       |       |       | IRP14 | IOW34 |       |       |       |       |       |       |       |       |       |       |       |       |       |       | 21st   | 3,350 |
| 2009 | Jeffrey Earnhardt  | 40  | Chevy |       |        |       |       |        |       |       |        |       |       |       |       |        |       |       |       |       |       |       |       |       | GLN24 |       |       | CGV31 |       |       |       |       |       |       |       |       |       |       | 21st   | 3,350 |
| 2009 | Mike Bliss         | 40  | Chevy |       |        |       |       |        |       |       |        |       |       |       |       |        |       |       |       |       |       |       |       |       |       |       |       |       |       | RCH16 |       | KAN21 |       |       |       |       |       |       | 21st   | 3,350 |
| 2010 | Mike Bliss         | 40  | Chevy | DAY40 | CAL27  | LVS27 | BRI8  | NSH27  | PHO38 | TEX20 |        | RCH13 | DAR32 | DOV22 | CLT12 |        |       | ROA31 | NHA34 | DAY19 | CHI18 | GTY19 | IRP13 | IOW17 | GLN14 | MCH19 | BRI17 | CGV15 | ATL15 | RCH40 | DOV18 | KAN19 | CAL9  | CLT31 |       | TEX21 | PHO12 | HOM31 | 21st   | 3,421 |
| 2010 | Jeff Green         | 40  | Chevy |       |        |       |       |        |       |       | TAL16  |       |       |       |       | NSH24  | KEN20 |       |       |       |       |       |       |       |       |       |       |       |       |       |       |       |       |       | GTY25 |       |       |       | 21st   | 3,421 |
| 2011 | Scott Wimmer       | 40  | Chevy | DAY35 | PHO16  | LVS33 | BRI22 | CAL34  | TEX33 | TAL12 | NSH21  | RCH24 | DAR38 | DOV35 |       |        |       |       |       |       |       |       |       |       |       |       |       | BRI24 |       |       |       |       |       |       |       |       |       |       | 32nd   | 491   |
| 2011 | Charles Lewandoski | 40  | Chevy |       |        |       |       |        |       |       |        |       |       |       | IOW41 | CLTDNQ | CHI24 | MCH30 | ROA37 | DAY40 | KEN28 | NHA22 |       |       | IOW22 |       |       |       |       |       |       |       |       |       | CLT33 |       |       |       | 32nd   | 491   |
| 2011 | Chase Miller       | 40  | Chevy |       |        |       |       |        |       |       |        |       |       |       |       |        |       |       |       |       |       |       | NSH31 |       |       |       |       |       |       |       |       |       |       |       |       |       |       |       | 32nd   | 491   |
| 2011 | Tim Andrews        | 40  | Chevy |       |        |       |       |        |       |       |        |       |       |       |       |        |       |       |       |       |       |       |       | IRP31 |       |       |       |       |       |       |       |       |       |       |       |       |       |       | 32nd   | 491   |
| 2011 | Josh Wise          | 40  | Chevy |       |        |       |       |        |       |       |        |       |       |       |       |        |       |       |       |       |       |       |       |       |       | GLN28 | CGV29 |       | ATL22 | RCH33 | CHI31 | DOV33 | KAN33 | TEX36 |       |       |       |       | 32nd   | 491   |
| 2011 | T.J. Duke          | 40  | Chevy |       |        |       |       |        |       |       |        |       |       |       |       |        |       |       |       |       |       |       |       |       |       |       |       |       |       |       |       |       |       |       |       | PHO23 | HOM28 |       | 32nd   | 491   |
| 2012 | Josh Wise          | 40  | Chevy | DAY14 |        |       |       |        |       |       |        |       |       |       |       |        |       |       |       |       |       |       |       |       |       |       |       |       |       |       |       |       |       |       |       |       |       |       | 26th   | 601   |
| 2012 | Erik Darnell       | 40  | Chevy |       | PHO26  | LVS35 | BRI21 | CAL24  | TEX23 | RCH35 | TAL14  | DAR29 | IOW18 | CLT27 | DOV27 | MCH22  | ROA23 | KEN25 | DAY21 | NHA40 | CHI30 | IND38 | IOW27 |       | CGV16 | BRI35 | ATL20 | RCH18 | CHI22 | KEN24 | DOV31 | CLT21 | KAN17 | TEX25 | PHO37 | HOM35 |       |       | 26th   | 601   |
| 2012 | J.J. Yeley         | 40  | Chevy |       |        |       |       |        |       |       |        |       |       |       |       |        |       |       |       |       |       |       |       | GLN31 |       |       |       |       |       |       |       |       |       |       |       |       |       |       | 26th   | 601   |
| 2013 | Reed Sorenson      | 40  | Chevy | DAY30 | PHO18  |       |       |        |       |       |        |       | CLT37 | DOV29 | IOW15 | MCH24  | ROA37 | KEN22 | DAY39 | NHA34 | CHI30 | IND28 | IOW31 | GLN16 | MOH36 | BRI28 | ATL21 | RCH27 | CHI33 | KEN21 |       |       |       |       |       |       |       |       | 30th   | 526   |
| 2013 | Josh Wise          | 40  | Chevy |       |        | LVS25 | BRI19 | CAL20  | TEX37 | RCH34 | TAL18  | DAR21 |       |       |       |        |       |       |       |       |       |       |       |       |       |       |       |       |       |       |       |       |       |       |       |       |       |       | 30th   | 526   |
| 2013 | T.J. Bell          | 40  | Chevy |       |        |       |       |        |       |       |        |       |       |       |       |        |       |       |       |       |       |       |       |       |       |       |       |       |       |       | DOV28 | KAN33 | CLT28 | TEX32 | PHO37 | HOM38 |       |       | 30th   | 526   |
| 2014 | Josh Wise          | 40  | Chevy | DAY36 | PHO26  | LVS37 | BRI30 | CAL33  | TEX31 | DAR15 | RCH25  | TAL26 |       | CLT28 | DOV33 | MCH26  |       | KEN29 | DAY32 | NHA38 |       | IND29 |       |       |       |       |       |       |       |       |       |       |       |       |       |       |       |       | 27th   | 544   |
| 2014 | Matt DiBenedetto   | 40  | Chevy |       |        |       |       |        |       |       |        |       | IOW25 |       |       |        | ROA11 |       |       |       | CHI34 |       | IOW30 | GLN32 | MOH13 | BRI19 | ATL26 | RCH26 | CHI27 | KEN26 | DOV30 | KAN16 | CLT36 | TEX31 | PHO24 | HOM38 |       |       | 27th   | 544   |

### Historia del auto No. 42
Key Motorsports comenzó a colocar el No. 42 en Michigan (carrera 15) como tercer auto para Tim Andrews. El equipo es otra operación de arranque y estacionamiento como el No. 46 y el No. 47. Los tres autos ayudan a financiar el auto principal, el No. 40. Erik Darnell condujo el auto durante las dos primeras carreras hasta que cambió con Josh Wise en orden para que Wise se postule para los honores de novato de la Copa y Darnell una temporada completa en Nationwide. Wise fue reemplazado por Matt Frahm en Iowa y Tim Schendel en Road America.
En 2013, el equipo No. 42 regresó con Wise, aunque JJ Yeley condujo el auto hasta que Wise regresó del No. 40. El equipo cerró después de la temporada y Wise pasó al No. 40.

#### Resultados del auto No. 42
| 2011                           | Tim Andrews  | 42 | Chevy | DAY    | PHO   | LVS    | BRI   | CAL   | TEX   | TAL   | NSH   | RCH   | DAR    | DOV   | IOW   | CLT   | CHI   | MCH41 | ROA41 | DAYWth | KEN38 | NHA41 | NSH39 |       | IOW41  | GLNDNQ |        | BRI39 | ATL39  | RCH38 | CHIDNQ | DOV40 | KANDNQ |       |        |        |       | 56th | 54  |
| 2011                           | Scott Wimmer | 42 | Chevy |        |       |        |       |       |       |       |       |       |        |       |       |       |       |       |       |        |       |       |       | IRP39 |        |        |        |       |        |       |        |       |        |       |        |        |       | 56th | 54  |
| 2011                           | Chase Miller | 42 | Chevy |        |       |        |       |       |       |       |       |       |        |       |       |       |       |       |       |        |       |       |       |       |        |        | CGVDNQ |       |        |       |        |       |        |       |        |        |       | 56th | 54  |
| 2011                           | Erik Darnell | 42 | Chevy |        |       |        |       |       |       |       |       |       |        |       |       |       |       |       |       |        |       |       |       |       |        |        |        |       |        |       |        |       |        | CLT42 | TEXDNQ |        |       | 56th | 54  |
| 2011                           | Josh Wise    | 42 | Chevy |        |       |        |       |       |       |       |       |       |        |       |       |       |       |       |       |        |       |       |       |       |        |        |        |       |        |       |        |       |        |       |        | PHODNQ |       | 56th | 54  |
| 2011                           | Scott Speed  | 42 | Chevy |        |       |        |       |       |       |       |       |       |        |       |       |       |       |       |       |        |       |       |       |       |        |        |        |       |        |       |        |       |        |       |        |        | HOM41 | 56th | 54  |
| 2012                           | Erik Darnell | 42 | Chevy | DAYDNQ |       |        |       |       |       |       |       |       |        |       |       |       |       |       |       |        |       |       |       |       |        |        |        |       |        |       |        |       |        |       |        |        |       | 44th | 141 |
| 2012                           | Josh Wise    | 42 | Chevy |        | PHO40 | LVS41  | BRI43 | CAL39 | TEX40 | RCH38 | TAL40 | DAR39 |        | CLT41 | DOV37 | MCH39 |       | KEN40 | DAY41 | NHA41  |       | IND42 |       | GLN39 |        | BRI40  | ATL40  | RCH40 | CHI41  |       | DOV39  | CLT41 | KANDNQ | TEX42 | PHO40  | HOM42  |       | 44th | 141 |
| 2012                           | Matt Frahm   | 42 | Chevy |        |       |        |       |       |       |       |       |       | IOW38  |       |       |       |       |       |       |        |       |       |       |       |        |        |        |       |        | KEN42 |        |       |        |       |        |        |       | 44th | 141 |
| 2012                           | Tim Schendel | 42 | Chevy |        |       |        |       |       |       |       |       |       |        |       |       |       | ROA42 |       |       |        |       |       | IOW39 |       |        |        |        |       |        |       |        |       |        |       |        |        |       | 44th | 141 |
| 2012                           | Blake Koch   | 42 | Chevy |        |       |        |       |       |       |       |       |       |        |       |       |       |       |       |       |        | CHI36 |       |       |       | CGV41  |        |        |       |        |       |        |       |        |       |        |        |       | 44th | 141 |
| 2013                           | Josh Wise    | 42 | Chevy | DAY    | PHO38 |        |       |       |       |       |       |       |        | DOV38 |       | MCH37 | ROA   | KEN38 | DAY   | NHA38  |       | IND39 |       | GLN39 |        | BRI40  | ATL39  | RCH38 | CHIDNQ |       | DOV38  | KAN39 | CLTDNQ | TEX38 | PHO39  | HOM39  |       | 44th | 144 |
| 2013                           | J.J. Yeley   | 42 | Chevy |        |       | LVSQL† | BRI38 | CAL38 | TEX39 | RCH39 | TAL   | DAR38 | CLTDNQ |       |       |       |       |       |       |        |       |       |       |       |        |        |        |       |        |       |        |       |        |       |        |        |       | 44th | 144 |
| 2013                           | Chase Miller | 42 | Chevy |        |       | LVS39  |       |       |       |       |       |       |        |       |       |       |       |       |       |        |       |       |       |       |        |        |        |       |        |       |        |       |        |       |        |        |       | 44th | 144 |
| 2013                           | T.J. Bell    | 42 | Chevy |        |       |        |       |       |       |       |       |       |        |       | IOW37 |       |       |       |       |        | CHI36 |       | IOW37 |       | MOHDNQ |        |        |       |        | KEN38 |        |       |        |       |        |        |       | 44th | 144 |
| † - Qualified for Chase Miller |              |    |       |        |       |        |       |       |       |       |       |       |        |       |       |       |       |       |       |        |       |       |       |       |        |        |        |       |        |       |        |       |        |       |        |        |       |      |     |

### Historia del auto No. 46
Key Motorsports comenzó a colocar el No. 46 en Iowa (carrera 12) como segundo auto para Chase Miller. El equipo es otra operación de arranque y estacionamiento como el No. 42 y el No. 47. Los tres autos ayudan a financiar el auto principal, el No. 40. El expiloto de desarrollo de Joe Gibbs Racing, Matt DiBenedetto condujo el auto en Dover. En 2013, regresaron el equipo No. 46 y Miller. Miller se fue después de la temporada y DiBenedetto regresó nuevamente en 2014, luego se mudó al No. 40 a mitad de temporada. Matt Frahm , Wise, Josh Reaume y Carl Long se turnaron en el auto después de esto, antes de que Ryan Ellis cerrara el año en el auto. El No. 46 cerró después de la temporada.

#### Resultados del auto No. 46
| Year | Driver           | N.º | Make  | 1      | 2     | 3      | 4     | 5      | 6      | 7      | 8     | 9     | 10    | 11    | 12    | 13     | 14    | 15     | 16     | 17     | 18     | 19    | 20     | 21    | 22     | 23     | 24    | 25    | 26    | 27    | 28    | 29     | 30     | 31     | 32     | 33     | 34    | Owners | Pts |
| ---- | ---------------- | --- | ----- | ------ | ----- | ------ | ----- | ------ | ------ | ------ | ----- | ----- | ----- | ----- | ----- | ------ | ----- | ------ | ------ | ------ | ------ | ----- | ------ | ----- | ------ | ------ | ----- | ----- | ----- | ----- | ----- | ------ | ------ | ------ | ------ | ------ | ----- | ------ | --- |
| 2011 | Tim Andrews      | 46  | Chevy | DAY    | PHO   | LVS    | BRI   | CAL    | TEX    | TAL    | NSH   | RCH   | DAR   | DOV   | IOW39 |        |       |        |        |        |        |       |        |       |        |        |       |       |       |       |       |        |        |        |        |        |       | 52nd   | 64  |
| 2011 | Chase Miller     | 46  | Chevy |        |       |        |       |        |        |        |       |       |       |       |       | CLTDNQ | CHI41 | MCHDNQ | ROA40  | DAYDNQ | KEN41  | NHA39 |        | IRP41 | IOW39  | GLNDNQ | CGV   | BRI40 | ATL40 | RCH42 | CHI40 | DOV39  | KAN39  | CLTDNQ | TEX39  | PHO38  | HOM38 | 52nd   | 64  |
| 2011 | Brett Rowe       | 46  | Chevy |        |       |        |       |        |        |        |       |       |       |       |       |        |       |        |        |        |        |       | NSHDNQ |       |        |        |       |       |       |       |       |        |        |        |        |        |       | 52nd   | 64  |
| 2012 | Chase Miller     | 46  | Chevy | DAYDNQ | PHO41 | LVS39  | BRI40 | CAL38  | TEX39  | RCH42  | TAL41 | DAR41 | IOW43 | CLT40 |       | MCH38  | ROA40 | KEN39  | DAY40  | NHA38  | CHI40  | IND41 | IOW42  |       | CGV42  | BRI43  | ATL38 | RCH42 | CHI42 | KEN39 | DOV38 | CLT37  | KAN43  | TEXDNQ | PHO42  | HOM41  |       | 46th   | 112 |
| 2012 | Matt DiBenedetto | 46  | Chevy |        |       |        |       |        |        |        |       |       |       |       | DOV42 |        |       |        |        |        |        |       |        | GLN41 |        |        |       |       |       |       |       |        |        |        |        |        |       | 46th   | 112 |
| 2013 | Chase Miller     | 46  | Chevy | DAY    | PHO39 | LVSDNQ | BRI39 | CALDNQ | TEXDNQ | RCHDNQ | TAL   | DAR39 | CLT   |       |       |        |       |        |        |        |        |       |        |       |        |        |       |       |       |       |       |        |        |        |        |        |       | 49th   | 66  |
| 2013 | J.J. Yeley       | 46  | Chevy |        |       |        |       |        |        |        |       |       |       | DOV37 |       | MCH38  | ROA   | KEN37  | DAY    | NHA39  |        | IND37 |        |       |        | BRI38  | ATL   | RCH40 | CHI39 |       | DOV36 | KAN38  | CLTDNQ | TEX    | PHO    | HOM    |       | 49th   | 66  |
| 2013 | Jason Bowles     | 46  | Chevy |        |       |        |       |        |        |        |       |       |       |       | IOW39 |        |       |        |        |        |        |       | IOW39  |       |        |        |       |       |       |       |       |        |        |        |        |        |       | 49th   | 66  |
| 2013 | Tim Schendel     | 46  | Chevy |        |       |        |       |        |        |        |       |       |       |       |       |        |       |        |        |        | CHIDNQ |       |        |       |        |        |       |       |       |       |       |        |        |        |        |        |       | 49th   | 66  |
| 2013 | T.J. Bell        | 46  | Chevy |        |       |        |       |        |        |        |       |       |       |       |       |        |       |        |        |        |        |       |        | GLN38 |        |        |       |       |       |       |       |        |        |        |        |        |       | 49th   | 66  |
| 2013 | Dexter Stacey    | 46  | Chevy |        |       |        |       |        |        |        |       |       |       |       |       |        |       |        |        |        |        |       |        |       | MOHDNQ |        |       |       |       |       |       |        |        |        |        |        |       | 49th   | 66  |
| 2013 | Matt DiBenedetto | 46  | Chevy |        |       |        |       |        |        |        |       |       |       |       |       |        |       |        |        |        |        |       |        |       |        |        |       |       |       | KEN36 |       |        |        |        |        |        |       | 49th   | 66  |
| 2014 | Matt DiBenedetto | 46  | Chevy | DAY    | PHO38 | LVS38  | BRI39 | CAL37  | TEX39  | DAR38  | RCH37 | TAL39 |       |       | DOV39 | MCHDNQ |       | KEN40  | DAYDNQ | NHA40  |        | IND39 |        |       |        |        |       |       |       |       |       |        |        |        |        |        |       | 44th   | 129 |
| 2014 | Ryan Ellis       | 46  | Chevy |        |       |        |       |        |        |        |       |       | IOW40 | CLT   |       |        | ROA34 |        |        |        | CHI37  |       |        |       |        |        |       |       | CHI39 | KEN39 | DOV40 | KANDNQ | CLTDNQ | TEX40  | PHODNQ | HOMDNQ |       | 44th   | 129 |
| 2014 | Matt Frahm       | 46  | Chevy |        |       |        |       |        |        |        |       |       |       |       |       |        |       |        |        |        |        |       | IOW40  |       |        | BRIDNQ |       | RCH39 |       |       |       |        |        |        |        |        |       | 44th   | 129 |
| 2014 | Josh Wise        | 46  | Chevy |        |       |        |       |        |        |        |       |       |       |       |       |        |       |        |        |        |        |       |        | GLN39 |        |        |       |       |       |       |       |        |        |        |        |        |       | 44th   | 129 |
| 2014 | Josh Reaume      | 46  | Chevy |        |       |        |       |        |        |        |       |       |       |       |       |        |       |        |        |        |        |       |        |       | MOH38  |        |       |       |       |       |       |        |        |        |        |        |       | 44th   | 129 |
| 2014 | Carl Long        | 46  | Chevy |        |       |        |       |        |        |        |       |       |       |       |       |        |       |        |        |        |        |       |        |       |        |        | ATL39 |       |       |       |       |        |        |        |        |        |       |        | 129 |

### Historia del auto No. 47
Key Motorsports comenzó a colocar el No. 47 en Kentucky (carrera 18) como un cuarto auto para Danny Efland y Scott Wimmer. Efland intentó Kentucky, pero no calificó. El equipo es otra operación de inicio y estacionamiento como el No. 42 y el No. 46. Los tres autos ayudan a financiar el auto principal, el No. 40. El No. 47 fue compartido entre Scott Speed y Brian Keselowski para 2011. Para 2012, Speed condujo el auto durante la mayoría de las carreras, siendo reemplazado por Tim Schendel en Iowa y Matt DiBenedetto en Michigan y Road America. En 2013, el equipo regresó con Scott Riggs y Jason Bowles como pilotos. El equipo intentó Texas, Richmond y Darlington y no pudo clasificar para los tres.

#### Resultados del auto n° 47
| Year | Driver             | N.º | Make  | 1      | 2     | 3     | 4     | 5     | 6      | 7      | 8     | 9      | 10    | 11    | 12    | 13    | 14    | 15    | 16    | 17    | 18     | 19    | 20    | 21    | 22    | 23     | 24    | 25    | 26     | 27    | 28     | 29    | 30    | 31    | 32    | 33     | 34    | Owners | Pts |
| ---- | ------------------ | --- | ----- | ------ | ----- | ----- | ----- | ----- | ------ | ------ | ----- | ------ | ----- | ----- | ----- | ----- | ----- | ----- | ----- | ----- | ------ | ----- | ----- | ----- | ----- | ------ | ----- | ----- | ------ | ----- | ------ | ----- | ----- | ----- | ----- | ------ | ----- | ------ | --- |
| 2011 | Danny Efland       | 47  | Chevy | DAY    | PHO   | LVS   | BRI   | CAL   | TEX    | TAL    | NSH   | RCH    | DAR   | DOV   | IOW   | CLT   | CHI   | MCH   | ROA   | DAY   | KENDNQ |       |       |       |       |        |       |       |        |       |        |       |       |       |       |        |       | 62nd   | 40  |
| 2011 | Scott Wimmer       | 47  | Chevy |        |       |       |       |       |        |        |       |        |       |       |       |       |       |       |       |       |        | NHA42 |       |       |       |        |       |       |        |       |        |       |       |       |       |        |       | 62nd   | 40  |
| 2011 | Charles Lewandoski | 47  | Chevy |        |       |       |       |       |        |        |       |        |       |       |       |       |       |       |       |       |        |       | NSH41 | IRP40 |       |        |       |       |        |       |        | DOV38 | KAN40 |       |       |        |       | 62nd   | 40  |
| 2011 | Brian Keselowski   | 47  | Chevy |        |       |       |       |       |        |        |       |        |       |       |       |       |       |       |       |       |        |       |       |       | IOW42 | GLNDNQ | CGV   | BRI42 | ATLDNQ | RCH43 | CHIDNQ |       |       |       |       |        |       | 62nd   | 40  |
| 2011 | Scott Speed        | 47  | Chevy |        |       |       |       |       |        |        |       |        |       |       |       |       |       |       |       |       |        |       |       |       |       |        |       |       |        |       |        |       |       | CLT41 | TEX43 | PHO37  |       | 62nd   | 40  |
| 2011 | Josh Wise          | 47  | Chevy |        |       |       |       |       |        |        |       |        |       |       |       |       |       |       |       |       |        |       |       |       |       |        |       |       |        |       |        |       |       |       |       |        | HOM39 | 62nd   | 40  |
| 2012 | Scott Speed        | 47  | Chevy | DAYDNQ | PHO42 | LVS42 | BRI41 | CAL41 | TEX41  | RCH40  | TAL42 | DAR42  |       | CLT42 | DOV38 |       |       | KEN43 |       |       |        |       |       |       |       |        |       |       |        |       |        |       |       |       |       |        |       | 49th   | 89  |
| 2012 | Tim Schendel       | 47  | Chevy |        |       |       |       |       |        |        |       |        | IOW42 |       |       |       |       |       |       |       |        |       |       |       |       |        |       |       |        |       |        |       |       |       |       |        |       | 49th   | 89  |
| 2012 | Matt DiBenedetto   | 47  | Chevy |        |       |       |       |       |        |        |       |        |       |       |       | MCH41 | ROA41 |       |       |       |        |       | IOW41 |       | CGV40 |        |       |       |        | KEN41 |        |       |       |       |       |        |       | 49th   | 89  |
| 2012 | Stephen Leicht     | 47  | Chevy |        |       |       |       |       |        |        |       |        |       |       |       |       |       |       | DAY42 | NHA42 | CHI41  | IND43 |       | GLN42 |       | BRIDNQ |       |       |        |       |        |       |       |       |       |        |       | 49th   | 89  |
| 2012 | J.J. Yeley         | 47  | Chevy |        |       |       |       |       |        |        |       |        |       |       |       |       |       |       |       |       |        |       |       |       |       |        | ATL42 | RCH41 | CHI40  |       |        | CLT38 | KAN40 | TEX41 | PHO38 | HOMDNQ |       | 49th   | 89  |
| 2012 | T.J. Bell          | 47  | Chevy |        |       |       |       |       |        |        |       |        |       |       |       |       |       |       |       |       |        |       |       |       |       |        |       |       |        |       | DOV41  |       |       |       |       |        |       | 49th   | 89  |
| 2013 | Scott Riggs        | 47  | Chevy | DAY    | PHO   | LVS   | BRI   | CAL39 | TEXDNQ |        |       |        |       |       |       |       |       |       |       |       |        |       |       |       |       |        |       |       |        |       |        |       |       |       |       |        |       | 67th   | 0   |
| 2013 | Jason Bowles       | 47  | Chevy |        |       |       |       |       |        | RCHDNQ | TAL   | DARDNQ | CLT   | DOV   | IOW   | MCH   | ROA   | KEN   | DAY   | NHA   | CHI    | IND   | IOW   | GLN   | MOH   | BRI    | ATL   | RCH   | CHI    | KEN   | DOV    | KAN   | CLT   | TEX   | PHO   | HOM    |       | 67th   | 0   |

## Serie Camping World Truck

### Historia del camión No. 40
Key Motorsports regresó a la competencia de NASCAR en 2004 a partir de la carrera inaugural de la temporada en el Daytona International Speedway. Joey Clanton condujo durante las dos primeras carreras de la temporada en el No. 40 Optech Chevy, destrozando a ambos. Tony Raines intentó las carreras de otoño en Richmond y Martinsville para Key, pero no calificó. Key no corrió en 2005 hasta la carrera de verano en Bristol, cuando Andy Houston condujo el camión hasta el puesto 33 después de un accidente. Su siguiente intento en Richmond resultó en un DNQ.
Chad Chaffin intentó las primeras seis carreras de 2006 , terminando decimoctavo en Auto Club Speedway y 26º lugar en Gateway. A partir de la ciudad de Mansfield 250, el piloto de desarrollo de Dale Earnhardt, Inc. Ryan Moore fue nombrado el nuevo piloto del equipo. Tuvo tres resultados entre los veinte primeros antes de renunciar a su puesto después de la carrera de New Hampshire. Tim Fedewa condujo en Las Vegas seguido por Derrike Cope en Talladega Superspeedway, quien corrió entre los diez primeros antes de verse involucrado en un accidente tardío. Shane Huffman terminó tres de las últimas cuatro carreras de 2006 para Key.
En 2007, Mike Bliss condujo las primeras cuatro carreras en la 40, logrando un décimo lugar en California. Clay Rogers y Huffman compartieron el viaje durante el resto de la mitad de la temporada, con Stacy Compton conduciendo en Memphis. Brandon Miller condujo durante las siguientes cinco carreras con el patrocinio de Westerman Companies , antes de que Chaffin regresara para terminar la temporada en los 40. Chaffin comenzó la temporada 2008 en el No. 40, pero fue reemplazado por Jeff Green y Paul Poulter más adelante en el año. Mike Bliss se hizo cargo del Chevy No. 40 para finalmente un horario de medio tiempo en 2009.

#### Resultados del camión n° 40
| Year | Driver         | N.º | Make  | 1      | 2     | 3      | 4      | 5     | 6      | 7     | 8      | 9     | 10    | 11    | 12    | 13    | 14    | 15    | 16    | 17     | 18     | 19    | 20    | 21    | 22     | 23    | 24    | 25    | Owners | Pts   |
| ---- | -------------- | --- | ----- | ------ | ----- | ------ | ------ | ----- | ------ | ----- | ------ | ----- | ----- | ----- | ----- | ----- | ----- | ----- | ----- | ------ | ------ | ----- | ----- | ----- | ------ | ----- | ----- | ----- | ------ | ----- |
| 2004 | Joey Clanton   | 40  | Chevy | DAY32  | ATL31 | MAR    | MFD    | CLT   | DOV    | TEX   | MEM    | MLW   | KAN   | KEN   | GTW   | MCH   | IRP   | NSH   | BRI   |        |        |       |       |       |        |       |       |       | 48th   | 232   |
| 2004 | Tony Raines    | 40  | Chevy |        |       |        |        |       |        |       |        |       |       |       |       |       |       |       |       | RCHDNQ | NHA    | LVS   | CAL   | TEX   | MARDNQ | PHO   | DAR   | HOM   | 48th   | 232   |
| 2005 | Andy Houston   | 40  | Chevy | DAY    | CAL   | ATL    | MAR    | GTY   | MFD    | CLT   | DOV    | TEX   | MCH   | MLW   | KAN   | KEN   | MEM   | IRP   | NSH   | BRI33  | RCHDNQ | NHA   | LVS   | MAR   | ATL    | TEX   | PHO   | HOM   | 53rd   | 104   |
| 2006 | Chad Chaffin   | 40  | Chevy | DAYDNQ | CAL18 | ATLDNQ | MARDNQ | GTY26 | CLTDNQ |       |        |       |       |       |       |       |       |       |       |        |        |       |       |       |        |       |       |       | 32nd   | 1,920 |
| 2006 | Ryan Moore     | 40  | Chevy |        |       |        |        |       |        | MFD36 | DOVDNQ | TEX14 | MCH27 | MLW21 | KAN34 | KEN32 | MEM31 | IRP35 | NSH18 | BRI31  | NHA15  |       |       |       |        |       |       |       | 32nd   | 1,920 |
| 2006 | Tim Fedewa     | 40  | Chevy |        |       |        |        |       |        |       |        |       |       |       |       |       |       |       |       |        |        | LVS29 |       |       |        |       |       |       | 32nd   | 1,920 |
| 2006 | Derrike Cope   | 40  | Chevy |        |       |        |        |       |        |       |        |       |       |       |       |       |       |       |       |        |        |       | TAL27 |       | ATL28  |       |       |       | 32nd   | 1,920 |
| 2006 | Shane Huffman  | 40  | Chevy |        |       |        |        |       |        |       |        |       |       |       |       |       |       |       |       |        |        |       |       | MAR35 |        | TEX26 | PHO28 | HOM20 | 32nd   | 1,920 |
| 2007 | Mike Bliss     | 40  | Chevy | DAY23  | CAL10 | ATL25  | MAR35  |       |        |       |        |       |       |       |       |       |       |       |       |        |        |       |       |       |        |       |       |       | 28th   | 2,376 |
| 2007 | Clay Rogers    | 40  | Chevy |        |       |        |        | KAN21 |        | MFD16 |        | TEX25 | MCH25 |       |       |       |       |       |       |        |        |       |       |       |        |       |       |       | 28th   | 2,376 |
| 2007 | Shane Huffman  | 40  | Chevy |        |       |        |        |       | CLT24  |       | DOV24  |       |       | MLW22 |       |       |       |       |       |        |        |       |       |       |        |       |       |       | 28th   | 2,376 |
| 2007 | Stacy Compton  | 40  | Chevy |        |       |        |        |       |        |       |        |       |       |       | MEM24 |       |       |       |       |        |        |       |       |       |        |       |       |       | 28th   | 2,376 |
| 2007 | Brandon Miller | 40  | Chevy |        |       |        |        |       |        |       |        |       |       |       |       | KEN19 | IRP23 | NSH22 | BRI25 | GTW27  |        |       |       |       |        |       |       |       | 28th   | 2,376 |
| 2007 | Chad Chaffin   | 40  | Chevy |        |       |        |        |       |        |       |        |       |       |       |       |       |       |       |       |        | NHA36  | LVS16 | TAL8  | MAR7  | ATL36  | TEX24 | PHO22 | HOM30 | 28th   | 2,376 |
| 2008 | Chad Chaffin   | 40  | Chevy | DAY36  | CAL28 | ATL25  | MAR22  | KAN17 | CLT21  | MFD19 | DOV21  | TEX25 | MCH27 |       | MEM23 | KEN23 | IRP13 |       |       |        |        |       |       |       |        |       |       | HOM28 | 26th   | 2,311 |
| 2008 | Paul Poulter   | 40  | Chevy |        |       |        |        |       |        |       |        |       |       | MLW30 |       |       |       |       |       |        | NHA25  |       |       |       |        |       |       |       | 26th   | 2,311 |
| 2008 | Jeff Green     | 40  | Chevy |        |       |        |        |       |        |       |        |       |       |       |       |       |       | NSH26 | BRI27 | GTW18  |        | LVS7  | TAL21 | MAR31 | ATL23  | TEX24 |       |       | 26th   | 2,311 |
| 2008 | Mike Bliss     | 40  | Chevy |        |       |        |        |       |        |       |        |       |       |       |       |       |       |       |       |        |        |       |       |       |        |       | PHO31 |       | 26th   | 2,311 |
| 2009 | Mike Bliss     | 40  | Chevy | DAY33  | CAL18 | ATL8   | MAR15  | KAN   | CLT27  | DOV   | TEX    | MCH   | MLW   | MEM   | KEN   | IRP   | NSH   | BRI   | CHI   | IOW    | GTY    | NHA   | LVS   | MAR   | TAL    | TEX   | PHO   | HOM   | 42nd   | 515   |

### Historia del camión No. 44
En 2007 , Key debutó con un nuevo segundo camión, el número 44 para correr junto al número principal 40. En Daytona, el camión fue conducido por Larry Foyt, quien terminó 32º después de un accidente temprano. Morgan Shepherd pilotó la camioneta durante las siguientes dos carreras, Auto Club y Atlanta, comenzando y estacionando ambas veces terminando 34º y 33º, respectivamente. Frank Kreyer condujo el camión en Martinsville y volvió a conducir dos carreras más tarde en Mansfield con el patrocinio de Culver's. Kreyer terminó 28º en Martinsville y 34º en Mansfield después de problemas con el motor. El equipo regresó para una carrera en un rol de largada y estacionamiento en 2008 con Shepherd en Auto Club terminando 34º. El equipo regresó en 2009 , con el jefe de equipo del camión 40, Lance Hooper, al volante. Hooper corrió las dos primeras carreras, terminando 35º en Daytona y 36º en Auto Club en un rol de salida y estacionamiento.

#### Resultados del camión n° 44
| Year | Driver          | N.º | Make  | 1     | 2     | 3     | 4     | 5   | 6   | 7     | 8   | 9   | 10  | 11  | 12  | 13  | 14  | 15  | 16  | 17  | 18  | 19  | 20  | 21  | 22  | 23  | 24  | 25  | Owners | Pts |
| ---- | --------------- | --- | ----- | ----- | ----- | ----- | ----- | --- | --- | ----- | --- | --- | --- | --- | --- | --- | --- | --- | --- | --- | --- | --- | --- | --- | --- | --- | --- | --- | ------ | --- |
| 2007 | Larry Foyt      | 44  | Chevy | DAY32 |       |       |       |     |     |       |     |     |     |     |     |     |     |     |     |     |     |     |     |     |     |     |     |     | 41st   | 332 |
| 2007 | Morgan Shepherd | 44  | Chevy |       | CAL34 | ATL33 |       |     |     |       |     |     |     |     |     |     |     |     |     |     |     |     |     |     |     |     |     |     | 41st   | 332 |
| 2007 | Frank Kreyer    | 44  | Chevy |       |       |       | MAR28 | KAN | CLT | MFD34 | DOV | TEX | MCH | MLW | MEM | KEN | IRP | NSH | BRI | GTW | NHA | LVS | TAL | MAR | ATL | TEX | PHO | HOM | 41st   | 332 |
| 2008 | Morgan Shepherd | 44  | Chevy | DAY   | CAL34 | ATL   | MAR   | KAN | CLT | MFD   | DOV | TEX | MCH | MLW | MEM | KEN | IRP | NSH | BRI | GTY | NHA | LVS | TAL | MAR | ATL | TEX | PHO | HOM | 63rd   | 0   |
| 2009 | Lance Hooper    | 44  | Chevy | DAY35 | CAL36 | ATL   | MAR   | KAN | CLT | DOV   | TEX | MCH | MLW | MEM | KEN | IRP | NSH | BRI | CHI | IOW | GTW | NHA | LVS | MAR | TAL | TEX | PHO | HOM | 66th   | 113 |